# Australobittacus
Australobittacus is een geslacht van schorpioenvliegen (Mecoptera) uit de familie hangvliegen (Bittacidae).

## Soorten
Australobittacus omvat de volgende soorten:
- Australobittacus anomalus Riek , 1954